# Dialeurodes minahassai
Dialeurodes minahassai là một loài côn trùng cánh nửa trong họ Aleyrodidae, phân họ Aleyrodinae.
Dialeurodes minahassai được Martin miêu tả khoa học đầu tiên năm 1988.